# Kunstenniemi
Kunstenniemi är en udde i Finland.   Den ligger i den ekonomiska regionen  Åbo ekonomiska region  och landskapet Egentliga Finland, i den sydvästra delen av landet, 170 km väster om huvudstaden Helsingfors. Kunstenniemi ligger på ön Rimito.
Terrängen inåt land är mycket platt. Havet är nära Kunstenniemi åt sydväst. Runt Kunstenniemi är det glesbefolkat, med 14 invånare per kvadratkilometer. Närmaste större samhälle är Nådendal, 13,3 km nordost om Kunstenniemi. 